# جيمس إف. ويد
جيمس إف. ويد (بالإنجليزية: James F. Wade)‏ هو ضابط أمريكي، ولد في 14 أبريل 1843 في جفرسون في الولايات المتحدة، وتوفي في 23 أغسطس 1921.